# Epigastrischer Winkel

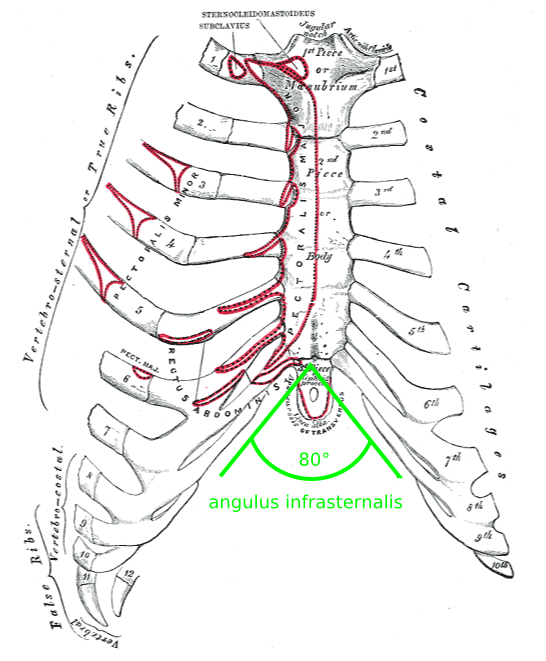
Epigastrischer Winkel oder angulus infrasternalis

Der epigastrische Winkel (Angulus infrasternalis) wird durch das Zusammentreffen des rechten und des linken Rippenbogens am Schwertfortsatz (Processus xiphoideus sterni) gebildet, er beträgt im Normalfall etwa 80°.
Der deutsche Name leitet sich von dem Epigastrium ab, das in etwa den Bereich vom Nabel bis zu den oberhalb liegenden Rippenbogen bezeichnet und somit im Inneren des Winkels liegt.